# Ramses 2.
Ramses 2. er nok den mest kendte farao fra det gamle Egypten. Egypterne kaldte ham Userma’atre’setepenre, der oversættes som "Ras retfærdighed er mægtig, valgt af Ra".  I antikken var han i græske kilder omtalt som Ozymandias.
Ramses var søn af Seti I og dronning Tuya, og den tredje farao i det 19. dynasti. Født 1314 f.Kr, og herskede i 66 år fra 1290 f.Kr. til sin død i 1224 f.Kr. Han blev farao som 25-årig og er den af faraonerne, som har regeret længst.
Mest kendt er han måske for at have bekriget hittitterne i slaget ved Kadesh i sit fjerde regeringsår, men efter arkæologiske fund og administrative dokumenter at dømme ser det ud til, at egypterne trak sig tilbage, mens hittiterne blev i området. I indskrifter på Karnaktemplet påstår han selv, at han slagtede alle hittiterne ganske alene, uden hjælp fra sin hær. Han er den af faraonerne, som har bygget flest monumenter:
- Ramesseum
- Abu Simbel
- Udbygningen af Karnak

Ramses 2. er den farao, som er afbildet i flest statuer.
Han grundlagde Pi-ramses (Ramses' by) i det østlige delta i sit fjerde regeringsår. Byen forblev Egyptens hovedstad i 76 år efter hans død.
Ramses var en stærk fortaler for beboerne i landsbyen Deir el Medina. Under hans regeringsperiode modtog landsbyen massiv støtte. Det er dokumenteret ved de mange monumenter, Ramses beordrede bygget.
Det var måske ham, som nægtede Moses og hans hebræere at forlade Egypten.

## Familie
Ramses 2. havde flere kongelige hustruer. Mest kendte er Nefertari, Istnofret, Bint-Anath, Aerytamun, Nebettawy, Henutmire og Maathomeferure.  Af strategiske grunde indgik han ægteskab med en datter af kongen af Babylon, med en datter af en regent i det nordlige Syrien, samt med to hittitiske prinsesser. Det ene blev indgået i hans 34. regeringsår som en pagt på freden mellem ham og hittitterkongen Hattusilis 3. Egyptiske kilder forklarer, at ægteskabet fandt sted, fordi egyptiske hære havde hærget prinsessens hjemland Hatti. Hattusilis skal derfor have udbrudt: "Lad os give slip på alle vore ejendele og med min ældste datter foran dem, lad os bære fredsofringer til den Gode Gud [= farao], så han giver os fred, og vi kan leve."  Ved ankomsten til Egypten fik prinsessen sit egyptiske navn, Maathorneferure, som betyder "Neferure [som] ser Horus".  Samlet skal han have haft omkring 200 hustruer og konkubiner, 90 sønner og 60 døtre. 
Andre af hans førstehustruer var Meritamun og Asetnefret. Sidstnævnte var mor til Bint-Anath, der senere selv fik titlen som sin fars førstehustru. Bint-Anaths navn kendes fra mange monumenter, hvor hun iblandt optræder ved siden af sin mor, Ramses’ daværende førstehustru Asetnefret. I Bint-Anaths gravkammer viser et maleri hende fulgt af en kongedatter. Da Bint-Anath var sin fars gemalinde ved midten af hans regeringstid, er det usandsynligt, at andre end Ramses selv har været barnets far, da det er utænkeligt, at han har ladt andre mænd få tilgang til sine hustruer. Efter Ramses’ død har Bint-Anath været for gammel til at få børn med sin halvbror Merenptah (elsket af Ptah),  den næste farao. Eksistensen af hendes datter gør det svært at tro, at titlen "kongehustru" eller "kongens førstehustru" kun var en ærestitel for kongedøtre. Forbindelsen mellem Ramses 2. og hans datter Bint-Anath må have været et fuldbyrdet ægteskab, der resulterede i en datter.